# Výkonná agentura pro spotřebitele, zdraví, zemědělství a potraviny
Výkonná agentura pro spotřebitele, zdraví, zemědělství a potraviny (Chafea) je výkonná agentura Evropské unie, zřízená Evropskou komisí, která jejím jménem řídí čtyři programy v oblastech zdraví, ochrany spotřebitele, bezpečnosti potravin a propagace evropských zemědělských produktů.

## Umístění
Sídlo společnosti Chafea se nachází v lucemburské městské čtvrti Gasperich v Lucembursku.